# Secretariaat van het Europees Parlement

Gebouwen van het Europees Parlement in het centrum van Luxemburg

Het Secretariaat van het Europees Parlement is het administratieve lichaam van het Europees Parlement, met aan het hoofd de secretaris-generaal. Het is gevestigd in Luxemburg en stelt 4000 mensen te werk. Het aantal personeelsleden en het organigram worden door het Bureau van het Europees Parlement bepaald.
Sinds maart 2009 is de Duitser Klaus Welle secretaris-generaal. Hij volgde de Deen Harald Rømer op.

## Secretaris-generaal
De secretaris-generaal van het Europees Parlement is de hoogste ambtenaar van  het Europees Parlement en ook het administratieve hoofd van het Europees Parlement. Hij wordt benoemd door het Bureau van het Europees Parlement (artikel 207 van het Reglement).
- 1958-1963: Frits de Nerée tot Babberich
- 1963-1979: Hans Nord
- 1979-1986: Hans Joachim Opitz
- 1986-1997: Enrico Vinci
- 1997-2007: Julian Priestley
- 2007-2009: Harald Rømer
- vanaf 2009: Klaus Welle